# Kabinet-Ruijs de Beerenbrouck I
Dit artikel geeft een overzicht van alle ministers die actief waren tijdens de regeerperiode van het kabinet-Ruijs de Beerenbrouck I.

## Kabinetsformatie
Het kabinet-Ruijs I volgde op de eerste verkiezingen die volgens het stelsel van evenredige vertegenwoordiging met algemeen kiesrecht voor mannen waren gehouden op 3 juli 1918. Niet langer bestond de Tweede Kamer uit twee blokken; ook kleinere ongebonden partijen hadden hun intrede gedaan, zoals de SGP, de "Neutrale Partij" van de artiest Henri ter Hall en de communist David Wijnkoop
Winnaar was de katholieke RKSP, die onder het districtenstelsel altijd de zetels van Limburg, Brabant en Zeeuws-Vlaanderen had bezet, maar onder het nieuwe stelsel ook een factor in het noorden was geworden. Haar leider Willem Hubert Nolens was als priester niet aanvaardbaar voor het ministerschap en was daarom aanvankelijk niet beschikbaar als formateur. De koningin had een voorkeur voor Shell-directeur Hendrikus Colijn, maar de RKSP wilde geen "petroleumkabinet". Uiteindelijk vormde Nolens een confessionele coalitie met de gouverneur van Limburg Ruijs de Beerenbrouck als minister-president.

## Regeringsperiode
Kort na zijn aantreden moest het kabinet het hoofd bieden aan een greep naar de macht door de sociaaldemocratische leider Pieter Jelles Troelstra. De sociale agenda van de regering werd daarna versneld uitgevoerd: verkorting van de werkweek en invoering van een Invaliditeitswet en een Ziektewet.
Ruijs I kreeg de erfenis van de Eerste Wereldoorlog: schaarste en economisch verval, spanningen met de geallieerden na het politiek asiel voor de Duitse ex-keizer Wilhelm II en pogingen van België om Zuid-Limburg en Zeeuws-Vlaanderen te annexeren. Vanaf 1921 ten slotte trad internationaal een economische recessie op, wat ook in Nederland werd gevoeld.

## Ambtsbekleders
| Ambtsbekleders                                             | Ambtsbekleders                          | Ambtsbekleders                                              | Ministers / Ministerie | Ministers / Ministerie              | Termijn                                           | Partij                        |
| ---------------------------------------------------------- | --------------------------------------- | ----------------------------------------------------------- | ---------------------- | ----------------------------------- | ------------------------------------------------- | ----------------------------- |
|                                                            | Ch.J.M. (Charles) Ruijs de Beerenbrouck | jhr.mr. Ch.J.M. (Charles) Ruijs de Beerenbrouck (1873–1936) | Voorzitter             | Voorzitter                          | 9 september 1918 – 4 augustus 1925                | RKSP                          |
| Minister                                                   | Ch.J.M. (Charles) Ruijs de Beerenbrouck | jhr.mr. Ch.J.M. (Charles) Ruijs de Beerenbrouck (1873–1936) | Binnenlandse Zaken     |                                     | 9 september 1918 – 4 augustus 1925                | RKSP                          |
|                                                            | H.A. (Herman) van Karnebeek             | jhr.mr.dr. H.A. (Herman) van Karnebeek (1874–1942)          | Minister               | Buitenlandse Zaken                  | 9 september 1918 – 1 april 1927                   | O (Oud- Liberaal)             |
|                                                            |                                         | mr. S. (Simon) de Vries Czn. (1869–1961)                    | Minister               | Financiën                           | 9 september 1918 – 28 juli 1921 (afgetreden)      | ARP                           |
|                                                            | D.J. (Dirk Jan) de Geer                 | jhr.mr. D.J. (Dirk Jan) de Geer (1870–1960)                 | Minister               | Financiën                           | 28 juli 1921 – 11 augustus 1923                   | CHU                           |
|                                                            | T. (Theo) Heemskerk                     | mr. T. (Theo) Heemskerk (1852–1932)                         | Minister               | Justitie                            | 9 september 1918 – 4 augustus 1925                | ARP                           |
|                                                            | H.A. (Hendrik) van IJsselsteyn          | ir. H.A. (Hendrik) van IJsselsteyn (1860–1941)              | Minister               | Landbouw, Nijverheid en Handel      | 9 september 1918 – 13 september 1922 (afgetreden) | O (Christelijk- Historisch)   |
|                                                            | Ch.J.M. (Charles) Ruijs de Beerenbrouck | jhr.mr. Ch.J.M. (Charles) Ruijs de Beerenbrouck (1873–1936) | Minister               | Landbouw, Nijverheid en Handel      | 13 september 1922 – 1 januari 1923 (waarnemend)   | RKSP                          |
|                                                            | G.A.A. Alting von Geusau                | jhr. G.A.A. Alting von Geusau (1864–1937)                   | Minister               | Oorlog                              | 9 september 1918 – 5 januari 1920 (afgetreden)    | RKSP                          |
|                                                            | Ch.J.M. (Charles) Ruijs de Beerenbrouck | jhr.mr. Ch.J.M. (Charles) Ruijs de Beerenbrouck (1873–1936) | Minister               | Oorlog                              | 5 januari 1920 – 31 maart 1920 (waarnemend)       | RKSP                          |
|                                                            | W.F. (Willem Frederik) Pop              | luitenant-generaal W.F. (Willem Frederik) Pop (1858–1931)   | Minister               | Oorlog                              | 31 maart 1920 – 28 juli 1921 (afgetreden)         | O                             |
|                                                            | J.J.C. van Dijk                         | J.J.C. van Dijk (1871–1954)                                 | Minister               | Oorlog                              | 28 juli 1921 – 4 augustus 1925                    | ARP                           |
|                                                            | G.A.A. Alting von Geusau                | jhr. G.A.A. Alting von Geusau (1864–1937)                   | Minister               | Marine                              | 9 september 1918 – 16 september 1918 (waarnemend) | RKSP                          |
|                                                            |                                         | viceadmiraal W. (Willem) Naudin ten Cate (1860–1942)        | Minister               | Marine                              | 16 september 1918 – 19 februari 1919 (afgetreden) | O (Christelijk- Historisch)   |
|                                                            | Ch.J.M. (Charles) Ruijs de Beerenbrouck | jhr.mr. Ch.J.M. (Charles) Ruijs de Beerenbrouck (1873–1936) | Minister               | Marine                              | 19 februari 1919 – 19 april 1919 (waarnemend)     | RKSP                          |
|                                                            |                                         | mr. H. (Hendrik) Bijleveld (1885–1954)                      | Minister               | Marine                              | 19 april 1919 – 5 januari 1920 (afgetreden)       | ARP                           |
|                                                            | H.A. (Hendrik) van IJsselsteyn          | ir. H.A. (Hendrik) van IJsselsteyn (1860–1941)              | Minister               | Marine                              | 5 januari 1920 – 31 maart 1920 (waarnemend)       | O (Christelijk- Historisch)   |
|                                                            | W.F. (Willem Frederik) Pop              | luitenant-generaal W.F. (Willem Frederik) Pop (1858–1931)   | Minister               | Marine                              | 31 maart 1920 – 28 juli 1921 (afgetreden)         | O                             |
|                                                            | J.J.C. van Dijk                         | J.J.C. van Dijk (1871–1954)                                 | Minister               | Marine                              | 28 juli 1921 – 4 augustus 1925                    | ARP                           |
|                                                            | P.J.M. (Piet) Aalberse                  | mr. P.J.M. (Piet) Aalberse (1871–1948)                      | Minister               | Arbeid                              | 25 september 1918 – 1 januari 1923                | RKSP                          |
|                                                            | J.T. (Johannes Theodoor) de Visser      | dr. J.T. (Johannes Theodoor) de Visser (1857–1932)          | Minister               | Onderwijs, Kunsten en Wetenschappen | 25 september 1918 – 4 augustus 1925               | CHU                           |
|                                                            |                                         | ir. A.A.H.W. König (1867–1944)                              | Minister               | Waterstaat                          | 9 september 1918 – 18 september 1922              | RKSP                          |
|                                                            | A.W.F. Idenburg                         | A.W.F. Idenburg (1861–1935)                                 | Minister               | Koloniën                            | 9 september 1918 – 13 augustus 1919 (afgetreden)  | ARP                           |
|                                                            | Ch.J.M. (Charles) Ruijs de Beerenbrouck | jhr.mr. Ch.J.M. (Charles) Ruijs de Beerenbrouck (1873–1936) | Minister               | Koloniën                            | 13 augustus 1919 – 13 november 1919 (waarnemend)  | RKSP                          |
|                                                            | S. (Simon) de Graaff                    | S. (Simon) de Graaff (1861–1953)                            | Minister               | Koloniën                            | 13 november 1919 – 4 augustus 1925                | O (Conservatief– Protestants) |
| Bron: Kabinet-Ruijs de Beerenbrouck I Parlement & Politiek |                                         |                                                             |                        |                                     |                                                   |                               |

Schimmelpenninck ·
De Kempenaer-Donker Curtius ·
Thorbecke I ·
Van Hall-Donker Curtius ·
Van der Brugghen ·
Rochussen ·
Van Hall-Van Heemstra ·
Van Zuylen van Nijevelt-Van Heemstra ·
Thorbecke II ·
Fransen van de Putte ·
Van Zuylen van Nijevelt ·
Van Bosse-Fock ·
Thorbecke III ·
De Vries-Fransen van de Putte ·
Heemskerk-Van Lynden van Sandenburg ·
Kappeyne van de Coppello ·
Van Lynden van Sandenburg ·
Heemskerk Azn. ·
Mackay ·
Van Tienhoven ·
Röell ·
Pierson ·
Kuyper ·
De Meester ·
Heemskerk ·
Cort van der Linden ·
Ruijs de Beerenbrouck I ·
Ruijs de Beerenbrouck II ·
Colijn I ·
De Geer I ·
Ruijs de Beerenbrouck III ·
Colijn II ·
Colijn III ·
Colijn IV ·
Colijn V ·
De Geer II ·
Gerbrandy I ·
Gerbrandy II ·
Gerbrandy III ·
Schermerhorn-Drees ·
Beel I ·
Drees-Van Schaik ·
Drees I ·
Drees II ·
Drees III ·
Beel II* ·
De Quay ·
Marijnen ·
Cals ·
Zijlstra* ·
De Jong ·
Biesheuvel I ·
Biesheuvel II* ·
Den Uyl ·
Van Agt I ·
Van Agt II ·
Van Agt III* ·
Lubbers I ·
Lubbers II ·
Lubbers III ·
Kok I ·
Kok II ·
Balkenende I ·
Balkenende II ·
Balkenende III* · 
Balkenende IV ·
Rutte I ·
Rutte II · 
Rutte III ·
Rutte IV ·  
Schoof

* rompkabinet